# Piccola Santa Sofia
Piccola Santa Sofia (precedentemente chiesa dei Santi Sergio e Bacco) è una ex-chiesa bizantina convertita in moschea dopo la conquista ottomana di Costantinopoli. L'edificio fu iniziato nel 527, primo anno di regno di Giustiniano I. All'inizio del XVI secolo venne trasformata in moschea. È nota in turco come Küçük Aya Sofya Camii ("moschea della piccola Santa Sofia") per affinità architettoniche con la vicina basilica di Hagia Sophia.

## Collocazione
L'edificio sorge a Istanbul, nel distretto di Fatih, nella mahalle ("quartiere") di Kumkapı, a poca distanza dal Mar di Marmara, nei pressi delle rovine del Gran Palazzo a sud dell'Ippodromo. Oggi è separato dal mare dalla linea ferroviaria dismessa Sirkeci-Halkalı e dalla strada litoranea.

## Storia

### Periodo bizantino

Pianta dell’edificio

Secondo una leggenda tarda, durante il regno di Anastasio I, i suoi parenti Giustino (in seguito suo successore) e il nipote di quest'ultimo Giustiniano erano stati accusati di complottare per la corona e condannati a morte. I santi Sergio e Bacco apparvero in sogno all'Imperatore e sostennero la loro innocenza. 
Diventato poi anch'egli imperatore, Giustiniano avrebbe costruito questa chiesa come ex voto. La fondazione dell'edificio, tra i primi atti di governo di Giustiniano, avvenne tra il 527 e il 536 d.C. (poco prima dell'erezione di Hagia Sophia, avvenuta tra il 532 e il 537). Sorge tra la prima e la terza regio della città. Il sito venne scelto in un'area piuttosto irregolare tra il Palazzo di Hormisdas (la residenza di Giustiniano prima di salire al trono) e la chiesa dei Santi Pietro e Paolo (oggi demolita: faceva parte integrante del complesso). Alla chiesa, che divenne uno dei più importanti edifici religiosi della città, presto si aggiunse un monastero.
A causa di alcune somiglianze stilistiche con Hagia Sophia, in passato si è ritenuto che la chiesa potesse essere opera degli stessi architetti Isidoro di Mileto e Antemio di Tralle, e che la sua costruzione sia servita da modello per l'edificazione della più grande chiesa di Costantinopoli. A uno sguardo più attento, le differenze rilevate tra i due edifici hanno imposto una maggiore cautela rispetto all'ipotesi accennata.
Negli anni 536 e 537, il palazzo di Hormisdas divenne un monastero monofisita, i cui seguaci, provenienti dalle regioni orientali dell'Impero e in fuga dalle persecuzioni, trovarono protezione da parte dell'imperatrice Teodora.
Nel 551 papa Vigilio vi si rifugiò fuggendo dai soldati dell'Imperatore che volevano arrestarlo. Durante il periodo iconoclasta il monastero divenne il centro di questo movimento in città.

### Periodo ottomano

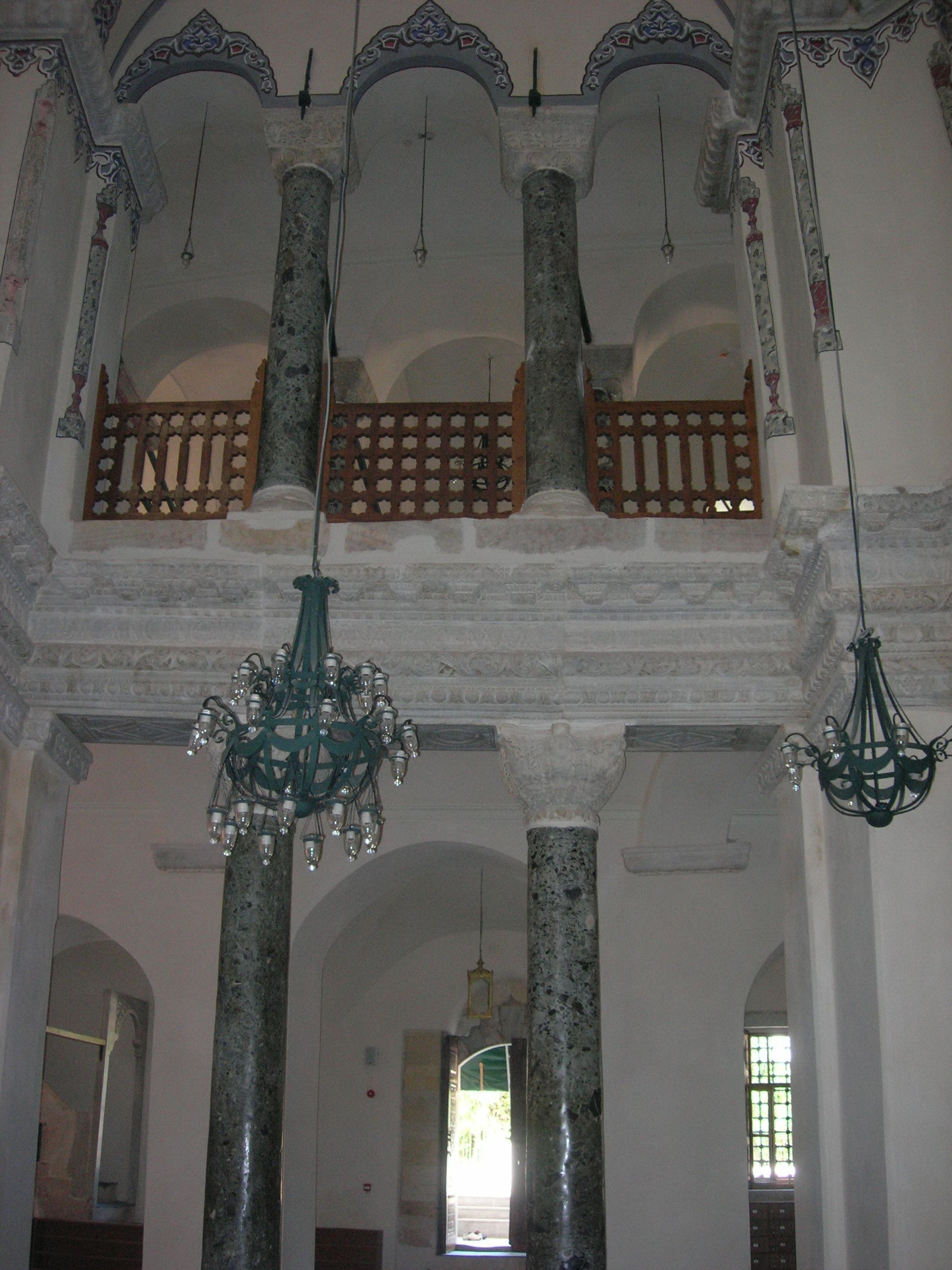
Un particolare del colonnato

Dopo la Caduta di Costantinopoli nel 1453, la chiesa rimase intatta fino al regno di Bayezid II. In seguito (tra il 1506 e il 1513) fu trasformata in moschea da Hüseyin Ağa, il capo degli Eunuchi neri (Kizlar Agha) che custodivano la Bab-ı-Saadet ("Porta della Felicità"), nella residenza sultaniale del Topkapi. In quest'occasione vennero aggiunti all'edificio il portico e la madrasa.
Nel 1740 il gran visir Hacı Ahmet Paşa restaurò la moschea e costruì il Şadırvan (fontana per abluzioni). I danni causati da terremoti resero necessari ulteriori restauri nel 1831 sotto il sultanato di Mahmud II. Nel 1762 fu costruito il minareto, demolito nel 1940, poi riedificato nel 1956.
Il degrado dell'edificio, dovuto a umidità e terremoti, fu aggravato dalla costruzione della ferrovia (che per altro determinò la demolizione della chiesa dei Santi Pietro e Paolo). Altri danni furono dovuti all'utilizzo come rifugio di profughi nel corso delle guerre balcaniche.
Un'ultima campagna di restauro, conclusa nel 2006, ha permesso la salvaguardia del sito.

## Architettura

### Edificio

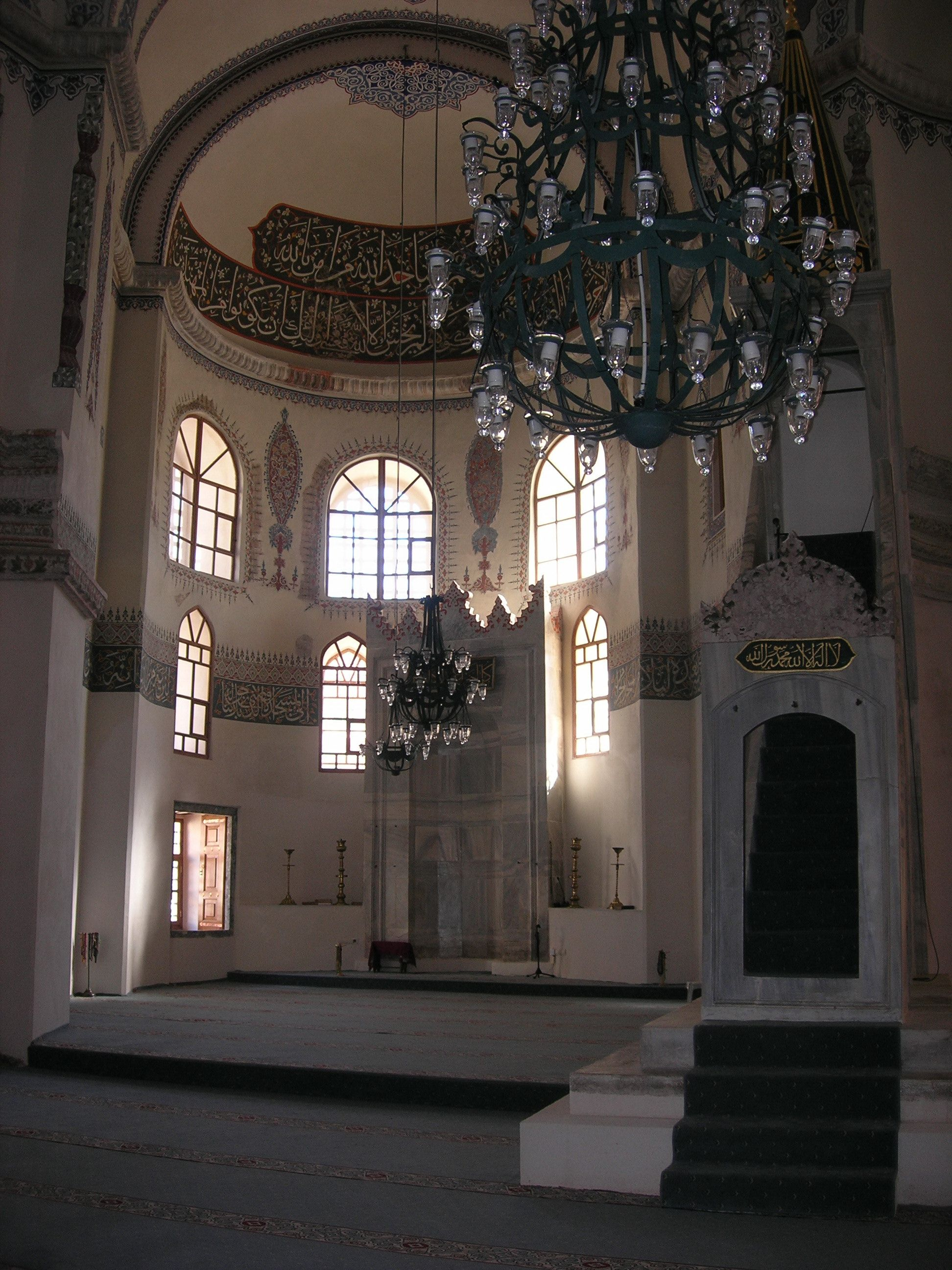
L'abside della chiesa primitiva con il miḥrāb

Costituita da un vano centrale coperto da cupola a spicchi e attorniata da esedre alternativamente a curve e rette, è ravvisata una significativa elaborazione dello schema a pianta centrale del martyrion, santuario cristiano dedicato al culto di un martire.
All'esterno il muro meridionale presenta archi murati che collegavano l'edificio a una chiesa precedente. All'interno un primo ordine inferiore di archi a travatura continua (come a San Giovanni di Studio) conferisce una staticità e immobilità tipicamente greca.
Molti effetti dell'edificio furono poi impiegati in Hagia Sophia: le esedre espandono lo spazio centrale sugli assi diagonali, colonne colorate schermano i deambulatori dal centro della chiesa, luce e ombre aumentano il contrasto sulle sculture dei capitelli e della trabeazione.
La pianta quadrata dell'edificio è servita da modello per la basilica di San Vitale a Ravenna, come si può apprezzare nell'organicità della struttura verticale e nell'impianto ottagonale. La struttura ispirò l'architetto ottomano Sinān nella costruzione della moschea Rüstem Pasha.
Di fronte all'edificio c'è un portico (che ha sostituito l'atrio) e un cortile (entrambi aggiunti nel periodo ottomano), con un piccolo giardino e una fontana per le abluzioni. Le celle della madrase sono occupate da venditori e rilegatori di libri.
A nord del complesso vi è un piccolo cimitero islamico, con la tomba di Hüseyin Ağa, il fondatore della moschea.

### Decorazione
Nulla rimane dell'originale decorazione pittorica del complesso, che i contemporanei descrivono, prima della caduta della città, come ricoperta di mosaici.
Durante la conversione in moschea, furono modificate le finestre e gli ingressi, fu alzato il piano pavimentale e furono intonacate le pareti.
Sul colonnato che corre sui lati nord, ovest e sud, si trova un'elegante iscrizione in esametri greci dedicata a Giustiniano, sua moglie Teodora e san Sergio, patrono dell'esercito bizantino. Per ragioni oscure, san Bacco non è menzionato. Molti capitelli recano i monogrammi di Giustiniano e Teodora.